# Thomas Jørgensen
Thomas Jørgensen (født 30. september 2005) er en dansk professionel fodboldspiller, der spiller som midtbanespiller for den danske Superligaklub Viborg FF.

## Klubkarriere
Jørgensen kom til F.C. København fra Herfølge Boldklub som ung. Han spillede på FCK's ungdomshold og fik i december 2022 som 17-årig en ny treårig kontrakt med klubben. I maj 2023 blev han udtaget til førsteholdstruppen til en superligakamp mod AGF uden at han dog kom på banen.
Han blev udlejet til Hvidovre IF i slutningen af januar 2024 gældende for forårssæsonen 2024. Under sit lejeophold i Hvidovre spillede 18-årige Jørgensen samtlige kampe, de fleste som starter. Han blev i marts 2024 kåret som månedens unge spiller i Superligaen. Ved udløbet af lejeaftalen vendte Thomas Jørgensen tilbage til København i sommeren 2024, hvor han officielt blev rykket op i førsteholdstruppen. 